# Protonemura libanocypria
Protonemura libanocypria är en bäcksländeart som beskrevs av Peter Zwick 1967. Protonemura libanocypria ingår i släktet Protonemura och familjen kryssbäcksländor. Inga underarter finns listade i Catalogue of Life.